# Paraonides cedroensis
Paraonides cedroensis är en ringmaskart som beskrevs av Fauchald 1972. Paraonides cedroensis ingår i släktet Paraonides och familjen Paraonidae. Inga underarter finns listade i Catalogue of Life.